# Sundsvall
Sundsvall er en by og administrativt centrum i Sundsvalls kommun beliggende i den sydligste del af distriktet Norrland i det centrale Sverige, ca. 395 km nord for Stockholm. Sundsvall er den største by i Västernorrlands län.
Byen blev grundlagt af den svenske kong Gustav II Adolf i 1624.

## Venskabsbyer
- Pori, Finland
- Porsgrunn, Norge
- Sønderborg, Danmark
- Volkhov, Rusland
- Konin, Polen

## Galleri
- Sundsvall set fra oven
- Hovedegaden i Sundsvall
- Bandy